# Liliane Hilaire-Pérez
Liliane Hilaire-Pérez est une historienne française, professeure des universités à Paris-Diderot (laboratoire Identités-Cultures-Territoires) depuis 2010 et directrice d’études à l’École des hautes études en sciences sociales (Centre Alexandre-Koyré) depuis 2011. Elle est spécialiste de l’histoire des techniques.
Dans L'invention technique au siècle des Lumières (2000), elle compare les modèles français et anglais de reconnaissance sociale et institutionnelle des inventions. En France, selon un système hérité de Venise, les inventeurs dont le produit était certifié par des experts mandatés par l'État se voyaient octroyer par le Bureau du Commerce un privilège royal qui non seulement leur permettait d'exploiter leur technique en situation de monopole, mais aussi le légitimait. Au contraire, les patents anglais comportait seulement une protection juridique, sans validation de l'utilité de l'invention. Le système français s'est rapproché du modèle anglais à la fin de l'Ancien Régime. Liliane Hilaire-Pérez étudie l'articulation de ces institutions avec la loi du marché, tant en France qu'en Angleterre.
Dans La pièce et le geste. Artisans, marchands et savoir technique à Londres au XVIIIe siècle (2013), elle analyse les débuts de la révolution industrielle anglaise dans les termes d'une rationalité smithienne, qualitative, qui ne sépare pas l'objet de son exécution ni des compétences qu'elle nécessite. Elle retrace l'évolution de cette philosophie de l'industrie prévalente au XVIIIe siècle vers l'approche plus quantitative du siècle suivant.